# Vidmantas Brazys
Vidmantas Brazys (* 26. April 1946  in Balsupiai bei Marijampolė; † 17. März 2017 in Santariškės, Vilnius) war ein litauischer Politiker und Bürgermeister der Gemeinde Marijampolė.

## Leben
Von 1953 bis 1957 besuchte Brazys die Grundschule Balsupiai, bis 1961 die Keturvalakiai-Schule in der Rajongemeinde Vilkaviškis. 1965 schloss er das Landwirtschaftstechnikum Kapsukas ab. 1986 beendete Brazys das Diplomstudium des Zooingenieurwesens an der Lietuvos veterinarijos akademija in Kaunas.
1995 wurde Brazys stellvertretender Leiter des Bezirks Marijampolė. 1997 wurde Brazys zum Direktor des Unternehmens UAB Marijampolės agrochemija berufen. Ab 2000 war er Bürgermeister, von 2007 bis 2008 Vizebürgermeister und von 2008 bis 2017 erneut Bürgermeister von Marijampolė.
Ab 1990 war Brazys Mitglied der Lietuvos demokratinė darbo partija (Demokratischen Arbeitspartei Litauens) und ab 2001 der Lietuvos socialdemokratų partija (Sozialdemokratischen Partei).